# Infra-Red
«Infra-Red» (англ. Інфра-червоний) — пісня канадської рок-групи Three Days Grace, другий сингл з їхнього шостого студійного альбому «Outsider», випущена 12 червня 2018 року.

## Список пісень
| Стандартний сингл | Стандартний сингл | Стандартний сингл                                 | Стандартний сингл |
| #                 | Назва             | Автор                                             | Тривалість        |
| ----------------- | ----------------- | ------------------------------------------------- | ----------------- |
| 1.                | «Infra-Red»       | Ніл Сандерсон, Метт Волст, Бред Волст, Баррі Сток | 3:50              |
| 3:50              |                   |                                                   |                   |

## Історія створення
Після випуску «The Mountain» - першого синглу зі свого шостого студійного альбому «Outsider», гурт вибрав «Infra-Red» другими синглом альбому. Вперше пісня була випущена як сингл 12 червня 2018 року. Ліричний відеоролик на пісню був вперше завантажений на YouTube 9 липня 2018 року. У вересні 2018 року пісня очолила чарт Billboard Mainstream Rock.

## Творці
Three Days Grace
- Метт Уолст – вокал, ритм-гітара
- Баррі Сток – соло-гітара
- Бред Уолст – бас-гітара
- Ніл Сандерсон – барабани

Музичні продюсери
- Gavin Brown – продюсер
- Howard Benson – продюсер
- Three Days Grace – продюсер
- Mike Plotnikoff – аудіо-інженер
- Chris Lord-Alge – записуючий музику

## Чарти
| Чарт (2018)                                 | Найвище місце |
| ------------------------------------------- | ------------- |
| Canada Rock (Billboard)                     | 6             |
| US Hot Rock & Alternative Songs (Billboard) | 31            |
| US Rock Airplay (Billboard)                 | 17            |